# Coulanges (Loir-et-Cher)
Coulanges era un comune francese di 310 abitanti situato nel dipartimento del Loir-et-Cher nella regione del Centro-Valle della Loira. Dal 1° gennaio 2017, è stato riunito con Chouzy-sur-Cisse e Seillac nel nuovo comune Valloire-sur-Cisse.

## Società

### Evoluzione demografica
Abitanti censiti